# Arautos da Boa Nova

Os Arautos da Boa Nova (em latim: Societas Praeconum Bonae Notitiae) são uma sociedade de vida apostólica da Igreja Católica. Os membros da sociedade acrescentam as iniciais H.G.N. (Heralds of Good News) aos seus nomes.

## Historia
Em dezembro de 1976, papa Paulo VI estabeleceu a Diocese de Eluru, tomando parte do território da Diocese de Vijayawada. Padre Jose Kaimlett foi nomeado para tomar à cargo dessa mudança. Após a criação da nova diocese, ele desejava fundar uma sociedade de vida apostólica para ajudar a Igreja a promover vocações sacerdotais. Em 1984, com sua missão cumprida na diocese, obteve o apoio de John Mulagada, bispo de Eluru, para criar sua sociedade.
O instituto foi fundado em 14 de outubro de 1984, com a aprovação por monsenhor Mulagada. Em 12 de dezembro do ano seguinte, a casa-mãe e o primeiro seminário menor foram estabelecidos em Kurukuru. Em 2 de fevereiro de 1985, o fundador, três padres e dois irmãos fizeram um compromisso permanente com o Instituto na presença do bispo. Após a missa, os membros elegeram por unanimidade o padre Kaimlett como o primeiro geral da sociedade. Ele foi reeleito em 1990, durante o segundo capítulo geral. Em 5 de maio de 1991, John Mulagada, de acordo com a linha da Congregação para a Evangelização dos Povos, estabeleceu o Instituto dos Arautos da Boa Nova como uma sociedade missionária clerical de vida apostólica sob direito diocesano. O instituto foi reconhecido em 5 de maio de 1999 por João Paulo II e recebeu a aprovação de suas constituições da Santa Sé em 15 de agosto de 2009.
Duas outras sociedades de vida apostólica de direito diocesano foram fundadas pelo padre Kaimlett: as Irmãs da Boa Nova, em 1992, e os Padres Missionários da Compaixão, em 2003.

## Atividade
O objetivo da Sociedade é incentivar vocações sacerdotais e formar clérigos para missões e territórios onde elas são escassas.
Estão presentes em:
- Ásia: Índia, Papua Nova Guiné.
- América: Canadá, Estados Unidos, Guatemala.
- África: África do Sul, Quênia, Uganda.
- Europa: Itália, Holanda.

No final de 2005, a Sociedade contava com 407 membros, incluindo 214 sacerdotes, distribuídos em 47 casas.
Em 13 de maio de 2021, papa Francisco nomeou dom Siby Mathew Peedikayil bispo de Aitape (Papua Nova Guiné). Ele é o primeiro bispo desta ordem.